# Masako Chiba
Masako Chiba (Japans: 千葉真子, Chiba Masako) (Uji, 18 juli 1976) is een Japanse langeafstandsloopster.
In 1996 liep Chiba het huidige (mei 2007) Japanse record op de 10 km in 31.44 en op het WK in 1997 in Athene werd ze op de 10.000 m derde in 31.41,93 achter de Keniaanse Sally Barsosio en Portugese Fernanda Ribeiro. In 1997 liep ze ook een parcoursrecord op de halve marathon van Tokio in 1:06.43.

## Loopbaan
In 1999 liep Masako Chiba in Fukuoka een Japans record op de halve marathon van 1:09.27. Daarna specialiseerde ze zich op de marathon en werd in hetzelfde jaar nog vijfde op de marathon van Tokio en won in 2001 de marathon van Hokkaido.
Op de marathon tijdens de wereldkampioenschappen van 2003 in Parijs werd ze derde in 2:25.08 achter de Keniaanse Catherine Ndereba en haar landgenooet Mizuki Noguchi. Hiervoor was ze tweede op de marathon van Osaka in een persoonlijk record van 2:21.45.
In 2004 werd Chiba weer tweede op de marathon van Osaka en liep met 49.03 het huidige Japanse record op de 15 km. Ook won ze de marathon van Hokkaido en werd vierde op de marathon van Tokio.
In 2005 won Chiba de derde maal in Hokkaido, ditmaal in een parcoursrecord van 2:25.46 en werd derde op de Chicago Marathon.

## Persoonlijke records
Baan
| Onderdeel | Prestatie | Datum       | Plaats |
| --------- | --------- | ----------- | ------ |
| 5000 m    | 15.20,58  | 10 mei 1997 | Osaka  |
| 10.000 m  | 31.20,46  | 9 juni 1996 | Osaka  |

Weg
| Onderdeel      | Prestatie | Datum           | Plaats         |
| -------------- | --------- | --------------- | -------------- |
| 10 km          | 31.51     | 1 augustus 2004 | Cape Elizabeth |
| 15 km          | 49.03     | 11 juli 2004    | Utica          |
| 20 km          | 1:06.15   | 9 oktober 2005  | Chicago        |
| halve marathon | 1:09.27   | 31 januari 1999 | Fukuoka        |
| 25 km          | 1:23.35   | 9 oktober 2005  | Chicago        |
| 30 km          | 1:40.35   | 26 januari 2003 | Osaka          |
| marathon       | 2:21.45   | 26 januari 2003 | Osaka          |

## Palmares

### 5000 m
- 1997: 7e IAAF Grand Prix Finale - 15.32,45

### 10.000 m
- 1996: 5e OS - 31.37
- 1996:  Japanse kamp. - 31.20,46
- 1997:  WK - 31.41,93
- 1997: 4e Japanse kamp. - 31.33,69

### halve marathon
- 1996:  halve marathon van Miyazaki - 1:10.19
- 1997:  halve marathon van Miyazaki - 1:11.37
- 1997:  halve marathon van Tokio - 1:06.43
- 1999:  halve marathon van Fukuoka - 1:09.27
- 2000:  halve marathon van Miyazaki - 1:10.25
- 2003:  halve marathon van Miyazaki - 1:10.06
- 2003:  halve marathon van Matsue - 1:11.32
- 2004:  halve marathon van Philadelphia - 1:10.55
- 2005: 5e halve marathon van Sapporo - 1:11.10

### marathon
- 1998: 4e marathon van Sydney - 2:37.44
- 1999: 5e marathon van Tokio - 2:29.00
- 2001:  marathon van Sapporo - 2:30.39
- 2002: 9e Chicago Marathon - 2:34.36
- 2002:  marathon van Rotterdam - 2:25.11
- 2003:  WK in Parijs - 2:25.09
- 2003:  marathon van Osaka - 2:21.45
- 2004:  marathon van Osaka - 2:27.38
- 2004:  marathon van Hokkaido - 2:26.50
- 2004: 4e marathon van Tokio - 2:27.02
- 2005:  marathon van Hokkaido - 2:25.46
- 2005:  Chicago Marathon - 2:25.59
- 2006: 11e marathon van Hokkaido - 2:48.58

- World Athletics: 14286128
- Bibliotheek van het Japanse parlement: 00964838
- Virtual International Authority File: 257329945